# Martha Heasley Cox Center for Steinbeck Studies
El Martha Heasley Cox Center for Steinbeck Studies (en español Centro Martha Heasley Cox de Estudios Steinbeck) es un archivo de investigación académica, un museo y un centro cultural dedicado a la vida, la obra y el legado del autor estadounidense John Steinbeck. Ubicado en la Biblioteca Dr. Martin Luther King Jr. en el campus de la Universidad Estatal de San José en San José (California), el centro fue fundado en 1971 por la profesora de inglés Martha Heasley Cox, cuyas contribuciones sentaron las bases para su establecimiento como un centro para las becas Steinbeck y la educación pública. El centro es el archivo sobre Steinbeck más grande del mundo, con más de 50 000 artículos.

## Historia
Los orígenes del centro se remontan a 1971, cuando Martha Heasley Cox, entonces profesora de inglés en la Universidad Estatal de San José, reconoció la necesidad de un archivo completo de la obra del autor John Steinbeck. Cox fundó entonces el Centro de Investigación Steinbeck y fue su directora hasta 1982. Como centro de investigación universitaria, ha acogido conferencias, exposiciones y publicaciones dedicadas a explorar la influencia de Steinbeck en la literatura y el comentario social; como centro cultural, ha acogido conferencias, proyecciones de películas y exposiciones que exploran la influencia de Steinbeck en la literatura estadounidense, la historia social y el ambientalismo.
En 1975, después de representar a los Estados Unidos en la Conferencia Internacional Steinbeck en Fukuoka, Japón, Cox fue contactada por Matthew Bruccoli quien le propuso escribir una bibliografía sobre Steinbeck. El esfuerzo la llevó a archivos prestigiosos, incluido el Centro de Investigación de Humanidades de la Universidad de Texas en Austin, la Biblioteca Pública de Nueva York y los archivos de Viking Press, la editorial de Steinbeck, donde accedió a materiales raros para construir un extenso catálogo de la obra de Steinbeck, que luego trajo de regreso a la Estatal de San José.
En 1996, el centro otorgó su primer premio John Steinbeck «In the Souls of the People» al músico Bruce Springsteen, inaugurando una tradición de honrar a los artistas que «demuestran compromiso con los ideales de Steinbeck de coraje, honestidad y preocupación por los desfavorecidos». Entre los destinatarios se incluyen figuras de renombre como Arthur Miller, Rachel Maddow y Dolores Huerta, cuyo trabajo «refleja la perdurable relevancia de la defensa social de Steinbeck».
En 1997, el centro pasó a llamarse Centro Martha Heasley Cox para Estudios Steinbeck, en honor a Cox.
En 2001 se creó el Programa Steinbeck Fellows. que otorga becas anuales a escritores emergentes cuyo trabajo resuena con los temas de Steinbeck de justicia social, conciencia ecológica y empatía por los marginados. Entre los becarios anteriores se incluyen Sara Houghteling, Vanessa Hua y A. J. Bermudez.
En 2002, el centro comenzó a publicar Steinbeck Review, una revista semestral revisada por pares que publica artículos académicos, reseñas de libros, escritos creativos y obras de arte originales que ofrecen perspectivas sobre la vida de Steinbeck.
El centro ha acogido la Conferencia Internacional Steinbeck cinco veces: en 2002, 2013, 2016, 2019 y 2023.

## Colecciones
El Centro Martha Heasley Cox para Estudios Steinbeck alberga la colección más grande del mundo de materiales relacionados con Steinbeck, con más de 50 000 artículos. Los archivos contienen manuscritos, cartas, fotografías, libros raros y recuerdos relacionados con la carrera y la vida personal de Steinbeck. También contiene materiales secundarios importantes, incluidas obras críticas, traducciones de las novelas de Steinbeck y diversas adaptaciones multimedia. Además de los manuscritos recopilados por la propia Cox, otras colecciones han sido donadas por Elaine Steinbeck y Lee Richard Hayman.
Algunos de los elementos más notables del centro incluyen borradores de manuscritos tempranos de obras como The Grapes of Wrath y De ratones y hombres, y correspondencia con contemporáneos como John Kenneth Galbraith, William Faulkner, Douglas Fairbanks y Ed Ricketts.